# Liparis parva
Liparis parva är en orkidéart som beskrevs av Henry Nicholas Ridley. Liparis parva ingår i släktet gulyxnen, och familjen orkidéer. Inga underarter finns listade i Catalogue of Life.